# Ana II Guterres
Ana II Guterres da Silva Ngola Kanini, född okänt år, död 1756, var en afrikansk monark, drottning av kungariket Matamba och kungariket Ndongo från 1742 till 1756. 
Hon efterträdde år 1742 kung Afonso I Alvares de Pontes, som hade efterträtt sin mor Verónica I Guterres Ngola Kanini 1721. Hon har trotts vara Veronicas dotter, men var i själva verket hennes barnbarn. Eftersom det finns ett interregnum mellan det datum Afonso sägs ha avslutat sin regering (1741) och det datum Ana II sägs ha tillträtt (1742), har en teori uppkommit om att Ana II i själva verket efterträdde en drottning Juliana Guterres, som kan ha varit hennes syster, men det är en obekräftad teori. 
Ana tillträdde under en period när kungadömet led av förluster av vissa av sina norra provinser, såsom vasallkungadömet Holo, som allierade sig med portugiserna i Angola genom en handelsallians. Hennes motstånd mot denna utveckling ledde till Luso-Matamba-kriget år 1744, där Matamba invaderades av Portugal och hon i fredsavtalet tvingades underteckna ett avtal som gjorde kungadömet till en vasallstat under Portugal för att få portugiserna att evakuera huvudstaden. Detta avtal kom dock inte att innebära något hot mot rikets oberoende i praktiken. 
Hon efterträddes av sin tronarvinge drottning Verónica II Guterres, som var hennes dotter eller hennes adopterade systerdotter. Veronica II avsattes och halshöggs 1758 av sin syster Ana III Guterres.  Efter Ana III:s död utbröt tronstrider mellan hennes brorson/systerson Francisco II Kalwete ka Mbandi, som dödat henne, och Ana III:s döttrar Kamana och Murili.  De senare flydde då till Kidonaöarna i Kwanza, där Kamana upprättade ett kungadöme och förgäves bad om Portugals stöd att återta tronen: de två monarkerna delade formellt upp riket omkring år 1800, och Kamala blev drottning i det lilla kungariket Jinga. Kungariket enades inte igen förrän under Kamalas son Ndala Kamana 1810.